# Telipna citrimaculata
Telipna citrimaculata är en fjärilsart som beskrevs av Schultze 1921. Telipna citrimaculata ingår i släktet Telipna och familjen juvelvingar. Inga underarter finns listade i Catalogue of Life.